# Juan Miguel García Roca
Juan Miguel  García Roca (Cartagena, Región de Murcia, 9 de julio de 2001), más conocido como Juanmi García, es un futbolista español que juega de defensa central y actualmente juega en el Hércules C. F. de la Segunda Federación.

## Trayectoria
Hijo del ex-guardameta internacional Juanmi García, es un defensa central formado en las categorías inferiores del Cartagena FC en el que llegó a jugar hasta categoría juvenil. En 2018, ingresa en la estructura del Sevilla FC para reforzar al juvenil "A" en el que jugaría durante dos temporadas.
En la temporada 2020-21, forma parte de la plantilla del Sevilla Fútbol Club "C" de la Tercera División de España.
El 13 de diciembre de 2020, hace su debut con el Sevilla Atlético del Grupo IV de la Segunda División B de España, en un encuentro frente al CF Lorca Deportiva que acabaría con victoria por cuatro goles a cero.
En la temporada 2021-22, asciende al Sevilla Atlético de la Primera División RFEF, con el que disputa 33 partidos en los que anota un gol.
En la temporada 2022-23, formaría parte de la plantilla del Sevilla Atlético de la Segunda División RFEF, pero se desvincula del club en el mercado invernal.
El 20 de enero del 2023 el CD Badajoz anunciaría su fichaje para reforzar la defensa de cara a la segunda vuelta de la temporada 2022-23 en Primera Federación. Tras disputar 14 partidos abandonaría la entidad al final de temporada.
En julio de 2023 firmaría por el Hércules C. F. de la Segunda Federación.

## Clubes
| Club             | País   | Año         | Partidos | Goles |
| ---------------- | ------ | ----------- | -------- | ----- |
| Sevilla FC "C"   | España | 2020 - 2021 | 22       | 0     |
| Sevilla Atlético | España | 2020 - 2023 | 45       | 1     |
| CD Badajoz       | España | 2023        | 14       | 0     |
| Hércules C. F.   | España | 2023 - Act. | 0        | 0     |